# تیلی‌کولتری (سری‌لانکا)
تیلی‌کولتری (به لاتین: Tillicoultry) یک منطقهٔ مسکونی در سری‌لانکا است که در استان مرکزی (سری‌لانکا) واقع شده‌است.